# Lakelands
Lakelands är en del av en befolkad plats i Australien. Den ligger i kommunen Mandurah och delstaten Western Australia, omkring 59 kilometer söder om delstatshuvudstaden Perth. Antalet invånare är 2 923.
Runt Lakelands är det mycket glesbefolkat, med 5 invånare per kvadratkilometer.. Närmaste större samhälle är Mandurah, nära Lakelands. 
Trakten runt Lakelands består till största delen av jordbruksmark. Genomsnittlig årsnederbörd är 1 043 millimeter. Den regnigaste månaden är maj, med i genomsnitt 187 mm nederbörd, och den torraste är februari, med 6 mm nederbörd.